# Grześ Hrubieszów
Grześ Hrubieszów – unihokejowy polski klub sportowy z siedzibą w Hrubieszowie założony w 1998 roku. Obecnie posiadający tylko drużyny młodzieżowe.

## Obecni trenerzy
- Krzysztof Dąbrowski
- Michał Jagiełło
- Łukasz Brzycki

## Hala
- Nazwa: Hala gimnastyczna SP2 Hrubieszów
- Pojemność Hali:: 168 miejsc siedzących

## Udział w rozgrywkach prowadzonych przezPZU
- Młodzicy 2001/2002
- Dzieci - chłopcy 2001/2002
- I liga mężczyzn 2009/2010
- I liga mężczyzn 2010/2011
- Ekstraliga Unihokeja Mężczyzn 2011/2012
- Juniorzy starsi 2011/2012
- Juniorzy starsi 2012/2013
- Juniorzy młodsi 2017/2018
- Juniorzy młodsi 2024/2025
- Młodzicy 2024/2025

## Aktywni wychowankowie na poziomie seniorskim w sezonie 2024/2025
- Bartłomiej Powęzka - Smoki Kraków (Ekstraliga)
- Dariusz Mrozowski - Smoki Kraków (Ekstraliga)
- Cezary Pietraszek - AZS Politechnika Lubelska (Ekstraliga)
- Tomasz Zabłocki - AZS Politechnika Lubelska (Ekstraliga)
- Michał Jagiełło - AZS Politechnika Lubelska (Ekstraliga)